# 斯图尔特·施拉姆
斯圖爾特·雷諾茲·施拉姆（英語：Stuart Reynolds Schram，1924年2月27日—2012年7月8日），美國物理學家，政治學家和漢學家，專門研究現代中國政治，他因研究毛澤東和毛澤東思想的著作而聞名，《大英百科全書》的毛澤東條目由他撰寫。

## 生平
施拉姆1924年出生於美國明尼蘇達州。他在明尼蘇達大學主修物理，1944年以極優等成績畢業。大學畢業後，他被徵召入伍，到芝加哥大學為曼哈頓計劃工作，成為原子彈開發團隊中的成員。
第二次世界大戰結束後，由於他參與開發原子彈受到的影響，他決定改變專業，到紐約哥倫比亞大學攻讀政治學博士學位。為了從事博士論文研究，他到法國研究法國新教徒的政治活動，並在獲得博士學位後移居法國。
在50年代初，施拉姆寫了東、西柏林的幾篇文章，引起美國國務院的注意，一度取消了他的美國護照，但在1955年又予以發還。1954年至1967年間，他在法國巴黎政治學院作研究，但因為他不是法國公民，而不能成為教授或指導博士論文。在1950年代後期，他把注意力轉向了中國政治，並學習中文，以便使用中文的第一手資料進行研究。他專門研究毛澤東，1963年出版了《毛澤東的政治思想》一書，1966年企鵝出版集團出版了他劃時代的毛澤東傳記。這些著作使他成為新興的現代中國研究領域的重要人物。倫敦大學亞非學院聘請他擔任教授。1968年施拉姆在倫敦大學成立了現代中國研究所，擔任第一任所長。他並擔任《中國季刊》編輯委員。
施拉姆1989年從倫敦大學亞非學院退休搬回美國。在哈佛大學費正清中國研究中心主任馬若德的邀請下，他負責主持將毛澤東1949年前的著作英譯成10卷，其中七卷已經出版，其餘已經譯出。曾任中共中央文献研究室主任的逄先知表示，這十卷的英譯使得英文能運用的毛澤東著作比中文能運用的還多。
2012年他因為中風併發症在法國去世，享年88。

## 觀點
施拉姆主張毛澤東是「原創且獨立的列寧主義思想家」，和列寧主要的不同處在於其民粹式及革命式的國族主義及極端仰賴農民取得政治權力；不同於列寧認為國族主義必是邪惡的，毛澤東認為國族主義有其實存價值。
於2003年哈佛大學舉辦的學術研討會上，施拉姆解釋為何許多歷史學家沒把毛當成斯大林，希特勒或波爾布特一樣的流氓並列的原因，在於毛的許多政治直覺是合理的，而毛也努力為中國投入其时间和精力。但毛個人方面的情緒化、判斷錯誤、歇斯底里特質，在1950年代吞噬了他，犯了不少嚴重的錯誤和可怕罪行。儘管如此，毛曾是想為中國盡力的偉大領袖，施拉姆認為人們仍會以此懷念毛澤東。
逄先知認為施拉姆是一位治學嚴謹，一絲不苟的學者。他研究毛澤東和編輯毛澤東著作卓越的學術成就，受到中國同行的積極評價。同樣研究毛澤東的學者馬若德認為，施拉姆糾結於如何整體評價毛澤東的問題。馬若德記得施拉姆說：“我同意中國目前的觀點－毛澤東的功大於過，但是功與過不容易量化。例如上億農民獲得土地的好處，與在土地改革運動、鎮壓反革命運動等政治運動中被殺的的幾百萬人（其中部份人肯定該死，但其他人毫無疑問的不該死）相比，該如何來衡量？你怎麼公平衡量第一個五年計劃或毛澤東在（1949年後領導的）27年中的經濟建設成就，與大躍進帶來的大飢荒，以及文革的血腥混亂？”施拉姆補充說，“但是總而言之，我對毛澤東思想未來可能的影響更感興趣，甚於把毛本人送進天堂或地獄。”另一位毛澤東專家齊慕實（英語：Timothy Cheek）教授表示，施拉姆同意毛的大躍進導致大約四千萬人餓死，但是他注意到毛對中國的歷史非常自豪，對於毛澤東願意容忍文革摧毀中國文化感到驚訝。對於施拉姆的毛澤東傳記和毛澤東政治思想的著作，齊慕實認為，他在冷戰反共與脫離實際的歌頌革命之間找到中间立场。哈佛大學教授托尼·賽奇指出：“我不認為他誤解了毛澤東，但他的分析大多基於文本，這意味著他並不注重毛澤東所採用的極端政治手段。”

## 著作

### 英文
- 1954年. Protestantism and Politics in France. Corbiére & Jugain.
- . Praeger. 1963年.
- . Penguin. 1966年12月. ISBN 978-0-14-020840-5.
- . Penguin Books. 1974年. ISBN 9780140217865.
- . Pantheon Books. 1975年. ISBN 9780394706412.
- . Hong Kong: Chinese University Press. 1983年. ISBN 9789622013032.
- （編）. School of Oriental and African Studies, University of London. 1985年. ISBN 978-0-7286-0122-2.
- . Cambridge University Press. 13 July 1989. ISBN 978-0-521-31062-8.
- 與 Nancy Jane Hodes 合譯 Mao's Road to Power: Revolutionary Writings 1912-1949. M. E. Sharpe. 1992-
  - 1992年. Volume I: The Pre-Marxist Period, 1912–1920. ISBN 9781563244575
  - 1992年. Volume II: National revolution and social revolution, December 1920–June 1927. ISBN 9781563244308
  - 1995年. Volume III: From the Jinggangshan to the establishment of the Jiangxi Soviets, July 1927–December 1930. ISBN 9781563244391
  - 1997年. Volume IV: The Rise and Fall of the Chinese Soviet Republic, 1931–1934. ISBN 9781563248917
  - 1998年. Volume V: Toward the Second United Front, January 1935–July 1937. ISBN 9780765603494
  - 2004年. Volume VI: The New Stage, August 1937–1938. ISBN 9780765607935
  - 2005年. Volume VII: New Democracy, 1939–1941 . ISBN 9780765607942

### 中譯
- . 红旗出版社. 1987年. ISBN 978-7-5051-0007-7.
- . 中央文献出版社. 1990年. ISBN 978-7-5073-0037-6.